# Hexarrhopala gahani
Hexarrhopala gahani là một loài bọ cánh cứng trong họ Cerambycidae.